# Ivan Pinsel

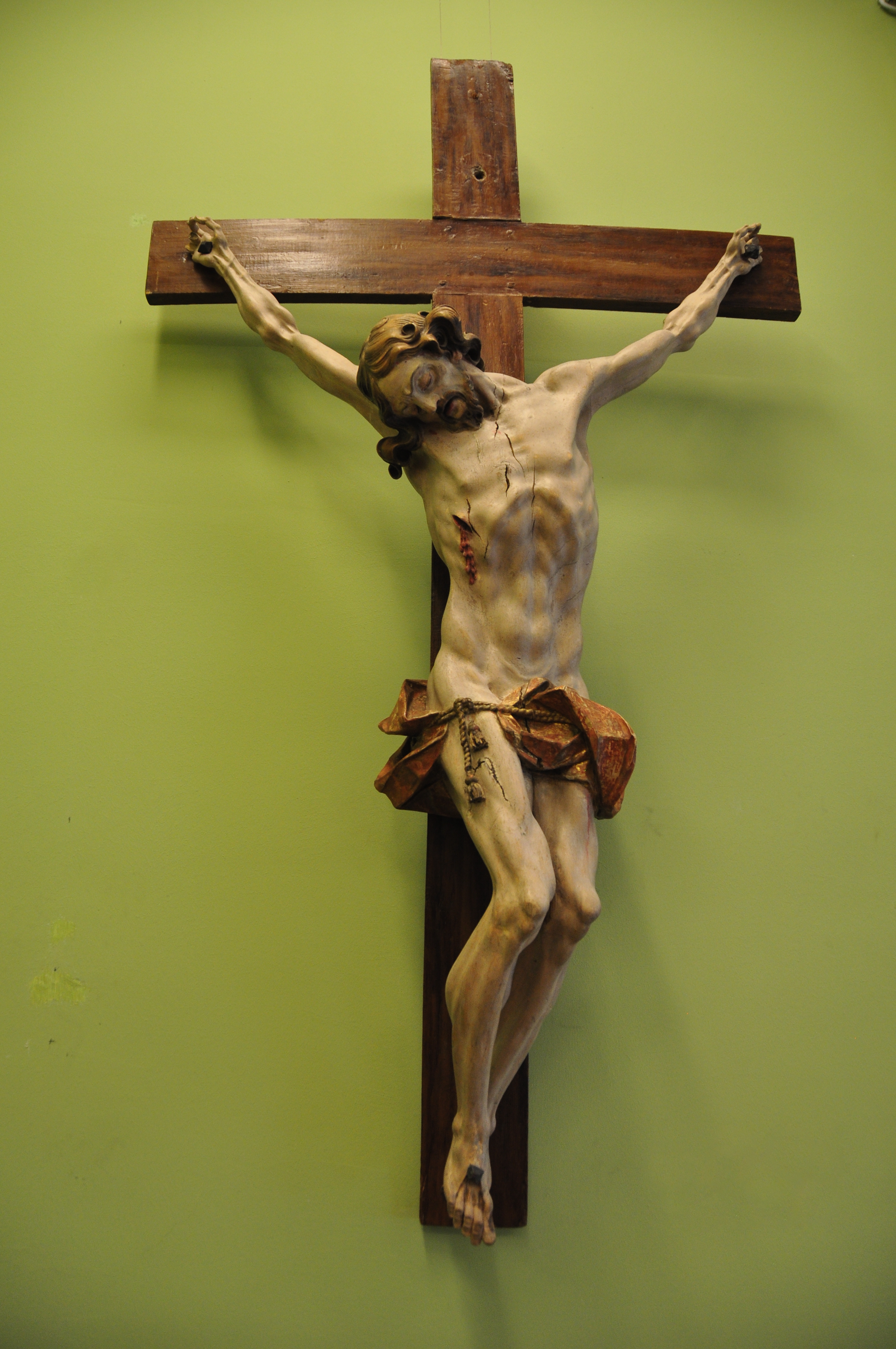
Crucificação, 1755-1760

Ivan George Pinsel (Johann Georg Pinzel, mestre Pinsel, em polonês/polaco:  Jan Jerzy Pinzel, *~1707 — †~1761) — escultor polonês dos meados do século XVIII, representante do barroco e rococó. Fundador da escola dos escultores de Lviv.

## Biografia
Os dados biográficos do mestre são escassos. O seu local e a data de nascimento são desconhecidos. Assim como são desconhecidas as circunstâncias do seu aparecimento na Galiza ucraniana e as detalhas da morte. Nos meados de anos 1740 ele apareceu na corte do magnata  Mikołaj Bazyli Potocki, que se tornou o seu principal mecenato e cliente. No dia 13 de Maio de 1751 casou em Buchach com a viúva Mariana Elisabete Kejta, de família Mejevska. Deste casamento teve dois filhos  — Bernard (*1752) e Anton (*1759).
Durante os anos 1750-1760 trabalhou (maioritariamente) em conjunto com o arquitecto Bernard Meretyn em Lviv, Khodorovychi (hoje a Província de Lviv), Horodenka (hoje a Província de Ivano-Frankivsk), Monastyrysk e Buchach (ambos na actual Província de Ternopil). As obras de Pinsel são caracterizadas pela grande emoção e pela dinâmica da vida das formas criadas.
Os documentos existentes atestam que no dia 24 de Outubro de 1762 Elizabete Pinzeleva casou-se pela terceira vez com Berensdorf. Significa que Ivan Pinsel morreu cerca desta data 1761, o mais provável em Buchach.

### Esboços
A viúva do Pinsel levou com ela uma parte dos esboços das esculturas do mestre. Os desenhos eram preparadas como os esboços para grandes esculturas. Foram encontrados em 1999 na Feira da Arte em Munique. Todos (menos o “São José”) com altura de cerca de 10 cm.

### Localização
- Ucrânia (~63 peças: ~40 em Galeria de Arte de Lviv/Museu de Pinsel, 15 — em Museu Regional de Ternopil, 6 — em Museu da Arte de Ivano-Frankivsk, 1 («Bom Pastor») em Museu Nacional da Arte Popular de Hutsuliya e Pokuttia em Kolomyia, 1 Estatua da Virgem Maria de Horodenka na Igreja de Imaculado Coração de Horodenka em Horodenka)
- Polónia (Crucifixo da Igreja de Todos os Santos de Hodovycia, agora em Wroclaw)
- Alemanha (6 esboços, Museus Nacional de Baviera em Munique.